# Scaphirhynchus
Scaphirhynchus – rodzaj słodkowodnych ryb promieniopłetwych z rodziny jesiotrowatych (Acipenseridae), blisko spokrewniony z nibyłopatonosami.

## Rozmieszczenie geograficzne
Do rodzaju należą gatunki występujące w wodach dorzecza Missisipi. 

## Morfologia
Długość ciała do 200 cm; masa ciała (największa opublikowana) 130 kg. Ryby zaliczane do tego rodzaju mają szerokie, spłaszczone pyski o łopatkowatym kształcie. Długi trzon ogonowy pokrywają kostne płytki.

## Charakterystyka
Pokarm ich stanowią denne bezkręgowce, głównie larwy owadów. Tarło odbywa się w potokach o kamienistym dnie od kwietnia do czerwca. Prowadzą nocny tryb życia.

## Systematyka
Rodzaj zdefiniował w 1836 roku austriacki zoolog Johann Jakob Heckel w artykule poświęconym nowemu rodzajowi ryb opublikowanym w czasopiśmie Annalen des Wiener Museums der Naturgeschichte. Gatunkiem typowym jest (oznaczenie monotypowe) łopatonos amerykański (S. platorynchus).

### Etymologia
- Scaphirhynchus (Scaphorhynchus, Scaphyrhinchus): gr. σκαφις skaphis, σκαφιδος skaphidos ‘łódka’; ῥυγχος rhunkhos ‘pysk’[8].
- Scaphyrhynchops: rodzaj Scaphirhynchus Heckel, 1836; gr. ωψ ōps, ωπος ōpos ‘wygląd, oblicze’[9].
- Parascaphirhynchus: gr. παρα para ‘blisko,  obok’[10]; rodzaj Scaphirhynchus Heckel, 1836. Gatunek typowy (oznaczenie monotypowe): Parascaphirhynchus albus Forbes & Richardson, 1905.

### Podział systematyczny
Do rodzaju należą następujące gatunki:
- Scaphirhynchus albus (Forbes & Richardson, 1905) – łopatonos blady[11]
- Scaphirhynchus platorynchus (Rafinesque, 1820) – łopatonos amerykański[12]
- Scaphirhynchus suttkusi Williams & Clemmer, 1991